# Foodie Love
Foodie Love es una serie española dirigida y guionizada por Isabel Coixet y protagonizada por Laia Costa y Guillermo Pfening. Se trata de una serie cómica que se estrenó a través de HBO España el 4 de diciembre de 2019, convirtiéndose en la primera ficción española de la plataforma de streaming.

## Sinopsis
Una pareja, ambos amantes de la gastronomía, tienen una cita tras contactar a través de una app para amantes de la comida. Ella y él comienzan a conocerse, con las dudas típicas de los primeros pasos de una posible relación, visitando diversos restaurantes, con la incertidumbre del presente y el recuerdo de las heridas sentimentales causadas por relaciones anteriores. El sabor amargo de una relación puede durar mucho tiempo, pero siempre hay un plato nuevo por descubrir, y entonces las emociones vuelven. Miedo, deseo, embriaguez. El amor, como la cocina, es lanzarse al vacío con los ojos cerrados.

## Reparto

### Reparto principal
- Laia Costa - Ella
- Guillermo Pfening - Él

### Reparto episódico
- Igor Mamlenkov - El taxista ruso (Episodio 2)
- Édgar Vittorino - Chico (Episodio 2)
- Bob Pop - Chico comiendo ramen (Episodio 3)
- Rachel Lascar - Carol (Episodio 4)
- Pau Arenós - Crítico gastronómico
- Aleida Torrent - Camarera (Episodio 5)
- Sergio Torres - Él mismo (Episodio 5)
- Javier Torres - Él mismo (Episodio 5)
- Albert Pujols - Chef de Restautante (Episodio 5)
- Albert Capdevila - Cocinero "stager" (Episodio 5)
- Eloi Costa - Repartidor 2 (Episodio 5 - Episodio 6)
- Malcolm McCarthy - Repartidor 1 (Episodio 5 - Episodio 6; Episodio 8)
- Ferran Adrià - Él mismo (Episodio 6)

#### Con la colaboración especial de
- Natalia de Molina - Natalia (Episodio 1; Episodio 7)
- Greta Fernández - Greta (Episodio 1; Episodio 7)
- Thony Thornburg - Jun (Episodio 1; Episodio 3; Episodio 6 - Episodio 8)
- Agnès Jaoui - Mujer francesa (Episodio 2)
- Yolanda Ramos - Coctelera Yolanda (Episodio 2; Episodio 8)
- Luciana Littizzetto - Heladera (Episodio 4)
- Nausicaa Bonnín - Repartidora (Episodio 5)

## Episodios
| N.º | Título                                       | Dirigido por  | Escrito por   | Fecha de lanzamiento original |
| --- | -------------------------------------------- | ------------- | ------------- | ----------------------------- |
| 1 | «Solo un café»                               | Isabel Coixet | Isabel Coixet | 4 de diciembre de 2019        |
| Dos amantes de la gastronomía (foodies) tratan de romper el hielo en su primera cita, pero sortear los nervios y las meteduras de pata es más difícil que hablar de platos únicos. Para su sorpresa, lo que iba a ser “solo un café”, promete algo más.        |                                              |               |               |                               |
| 2 | «Breakfast in Kentucky»                      | Isabel Coixet | Isabel Coixet | 4 de diciembre de 2019        |
| El segundo encuentro tampoco resulta como se la habían imaginado. ¿Qué pasa cuando te emborrachas esperando a una cita impuntual? Que las máscaras caen. Tras sortear algunos obstáculos, nuestros foodies se encuentran entre pastrami y cócteles. O casi.    |                                              |               |               |                               |
| 3 | «La Gyoza de Proust»                         | Isabel Coixet | Isabel Coixet | 4 de diciembre de 2019        |
| El sabor más inesperado puede despertar fantasmas del pasado. Inseguridades, miedos. Un tira y afloja que cada vez aleja a los dos protagonistas más de esa soledad que tanto temen. Y el beso no termina de llegar. Queda poco y los dos desean degustarlo.   |                                              |               |               |                               |
| 4 | «Gelato di Neve»                             | Isabel Coixet | Isabel Coixet | 4 de diciembre de 2019        |
| Él viaja a Italia por negocios. Ella intenta sobrevivir a una gripe en su sofá. Una llamada telefónica se convertirá en una cita inesperada y en un recorrido por la Roma más sensorial. De camino también conoceremos el mejor helado del mundo.              |                                              |               |               |                               |
| 5 | «La última cena»                             | Isabel Coixet | Isabel Coixet | 4 de diciembre de 2019        |
| La quinta cita de la pareja es un auténtico viaje del paladar a través de la cocina moderna de un exquisito restaurante. Los sabores y emociones que despiertan su menú dejarán a flor de piel las verdaderas pulsiones de los protagonistas.                  |                                              |               |               |                               |
| 6 | «El croissant perfecto no existe»            | Isabel Coixet | Isabel Coixet | 4 de diciembre de 2019        |
| Después de una noche perfecta juntos, en nuestros foodies afloran de nuevo las dudas sobre lo que de verdad quiere cada uno. Pero, ¿qué pueden hacer en una cocina dos adultos que se atraen un domingo por la mañana?                                         |                                              |               |               |                               |
| 7 | «Esto es Francia»                            | Isabel Coixet | Isabel Coixet | 4 de diciembre de 2019        |
| En su primer viaje como pareja, a Francia, las cosas no ocurren como él tenía previsto. Su verdadero carácter sale a la luz y la relación se enfrenta a su primera prueba. La vida es demasiado corta como para lamentarse por un menú degustación.            |                                              |               |               |                               |
| 8 | «Una ofrenda de tabaco, cerveza y chocolate» | Isabel Coixet | Isabel Coixet | 4 de diciembre de 2019        |
| Una cita sorpresa remueve de nuevo el pasado. Tras una agria despedida, con la promesa de verse al día siguiente, ella desaparece y él se hunde en la desesperación. Ella viaja a Japón para reconciliarse con sus fantasmas y cerrar una puerta entreabierta. |                                              |               |               |                               |